# Институт Пастера
 Пастеровский институт, или Институт Пастера (фр. Institut Pasteur) — французский частный некоммерческий научный институт в Париже, занимающийся исследованиями в области биологии, микроорганизмов, инфекционных заболеваний и вакцин. Назван в честь знаменитого французского учёного-микробиолога Луи Пастера, основателя и первого директора института. Институт был основан 4 июня 1887 года и открыт 14 ноября 1888 года.
С 1935 года здесь также размещается музей Пастера.

## Тематика исследований
С момента основания институт Пастера занимается фундаментальными исследованиями в практической области естественных наук. Луи Пастер пригласил принять участие в научной работе созданного института учёных разных специальностей. Первые пять направлений возглавили учёные того времени: два выпускника Высшей нормальной школы: Эмиль Дюкло (исследования в области общей микробиологии) и Шарль Шамберлан (прикладные исследования в области микробиологии и гигиены), а также биолог Илья Ильич Мечников (морфологическое исследование микроорганизмов) и двое врачей, Жак-Жозеф Гранхер (работы по изучению бешенства) и Эмиль Ру (технические исследования микроорганизмов). С 1877 года Эмиль был ассистентом Пастера при химической лаборатории Высшей нормальной школы, где вместе с Шамберлэном занимался исследованием сибирской язвы. Через год после открытия института Пастера Эмилем Ру создан Cours de Microbie Technique (курс методов исследования микробов) — первый курс микробиологии, которую как науку изучают студенты во всём мире. Научные работы Ру, которые он выполнял частью единолично, частью в соавторстве и сотрудничестве с Мечниковым, Шамберланом, Йерсеном и другими, относятся, главным образом, к бешенству, дифтерии и столбняку. Наибольшую известность Ру получил публикацией своих исследований «Contributions à l’etude de la diphthérie» (в «Annales de l’Institut Pasteur», 1888, 1889 и 1890), в которых им пролит свет на этиологию дифтерии. Он доказал, что все общеклинические проявления дифтерии (упадок сердечной деятельности, параличи и прочее) — вызываются выделяемым дифтерийной палочкой ядовитым веществом (токсином) и что вещество это, введенное в организм, вызывает эти явления само по себе, при полном отсутствии в организме токсигенного штамма коринебактерий дифтерии.
После смерти Пастера в 1895 году директором института становится Эмиль Дюкло. Его научные интересы касались физики, химии, микробиологии, метеорологии, математики, медицины, общей гигиены, социальной гигиены и других областей. Он опубликовал более 220 научных работ. Помимо этого, его перу принадлежит одна из лучших биографий Пастера и полное руководство по социальной гигиене. Институт Пастера является одним из мировых лидеров в изучении инфекционных заболеваний. Здесь были сделаны важнейшие открытия, которые привели к успешной борьбе против таких заболеваний как дифтерия, столбняк, туберкулёз, полиомиелит, грипп, жёлтая лихорадка и чума. В 1983 году здесь был открыт ВИЧ. С 1908 года 8 учёных института стали лауреатами Нобелевской премии в области медицины и физиологии.

## Пастеровские станции
Первая прививка против бешенства была сделана 6 июля 1885 года 9-летнему Йозефу Майстеру по просьбе его матери. Лечение закончилось успешно, симптомы бешенства у мальчика не появились. Учёный некоторое время не давал разрешения на устройство прививочных антирабических станций вне Парижа, так как предполагал, что в связи с длительным инкубационным периодом болезни одного централизованного учреждения хватит для вакцинации больных во всей Европе. Однако в его парижскую лабораторию, расположенную в помещении Эколь Нормаль, стало приезжать множество поражённых болезнью из всей Европы, в том числе и из Российской империи. В связи с этим под контролем Пастера и его сотрудников стали открываться пастеровские станции — специализированные медицинские санитарно-профилактические учреждения, осуществляющие борьбу с бешенством по пастеровскому методу. Первой по времени открытия в России и второй в мире (после парижской) была Одесская пастеровская станция, инициаторами создания которой были И. И. Мечников и Н. Ф. Гамалея. В западной Европе первая пастеровская станция за пределами Франции была открыта в австрийской Вене в июле 1887 года.

## Руководители
Директорами института были
1887–1895 — Луи Пастер
1895–1904 — Эмиль Дюкло
1904—1933 — Эмиль Ру
1934—1940 — Луи Мартен
май-декабрь 1940 — Гастон Рамон
1940—1964 — Жак Трефуэль
1964—1965 — Шарль Герне-Рье
январь-июнь 1966 — Юбер Марнефф
1966—1971 — Пьер Мерсье
1971—1976 — Жак Моно
1976—1982 — Франсуа Гро
1982—1987 — Раймон Дедондер
1988—1999 — Максим Шварц
2000—2005 — Филипп Курильский
2005—2013 — Алиса Доутри
2013 — 2017 — Кристиан Брешо
с 2018 — Стюарт Коул